# Artocarpus camansi
Artocarpus camansi là một loài thực vật có hoa trong họ Moraceae. Loài này được Blanco mô tả khoa học đầu tiên năm 1837.
Đây là loài bản địa New Guinea, quần đảo Maluku và Philippines, nó là họ hàng của cây bánh mì và thường được sử dụng làm cây trồng chủ lực. Các tên gọi phổ biến khác của cây bao gồm kluwih ở Indonesia, chataigne, castaña 'nhiệt đới' (tiếng Pháp và tiếng Tây Ban Nha cho hạt dẻ không liên quan nhưng tương tự nhau "), và katahar ở Guyana, pana de pepita ở Puerto Rico, pan de fruta ở Cộng hòa Dominica (Tây Ban Nha đối với bánh mì tương đối của nó, kamansi ở Philippines, kapiak ở New Guinea và kos-del (කොස්දෙල්) ở Sri Lanka. Đôi khi nó còn được gọi là bánh mì hạt giống, để phân biệt với Artocarpus altilis. 

## Hình ảnh

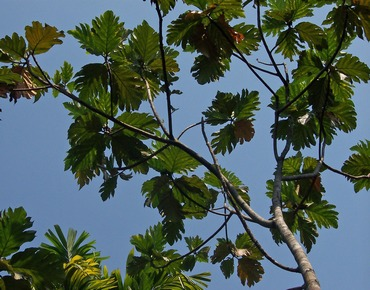
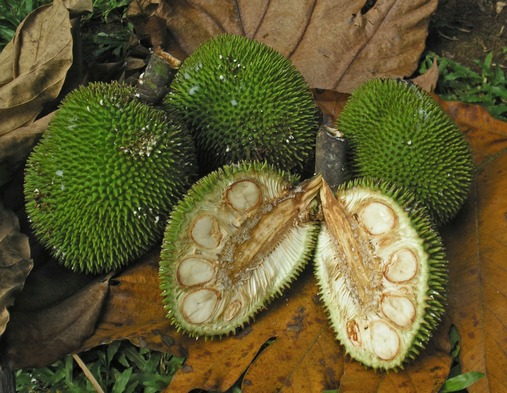
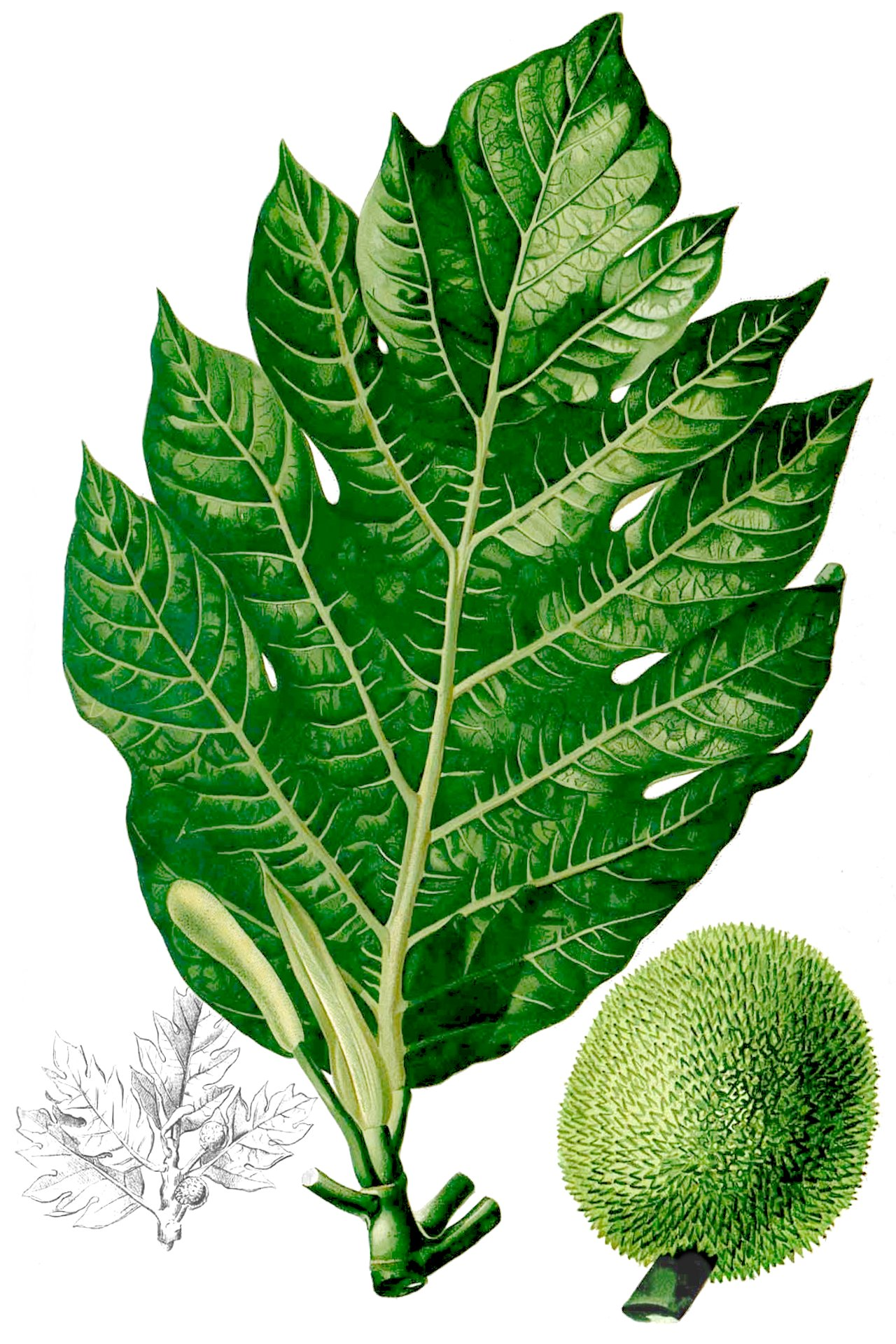
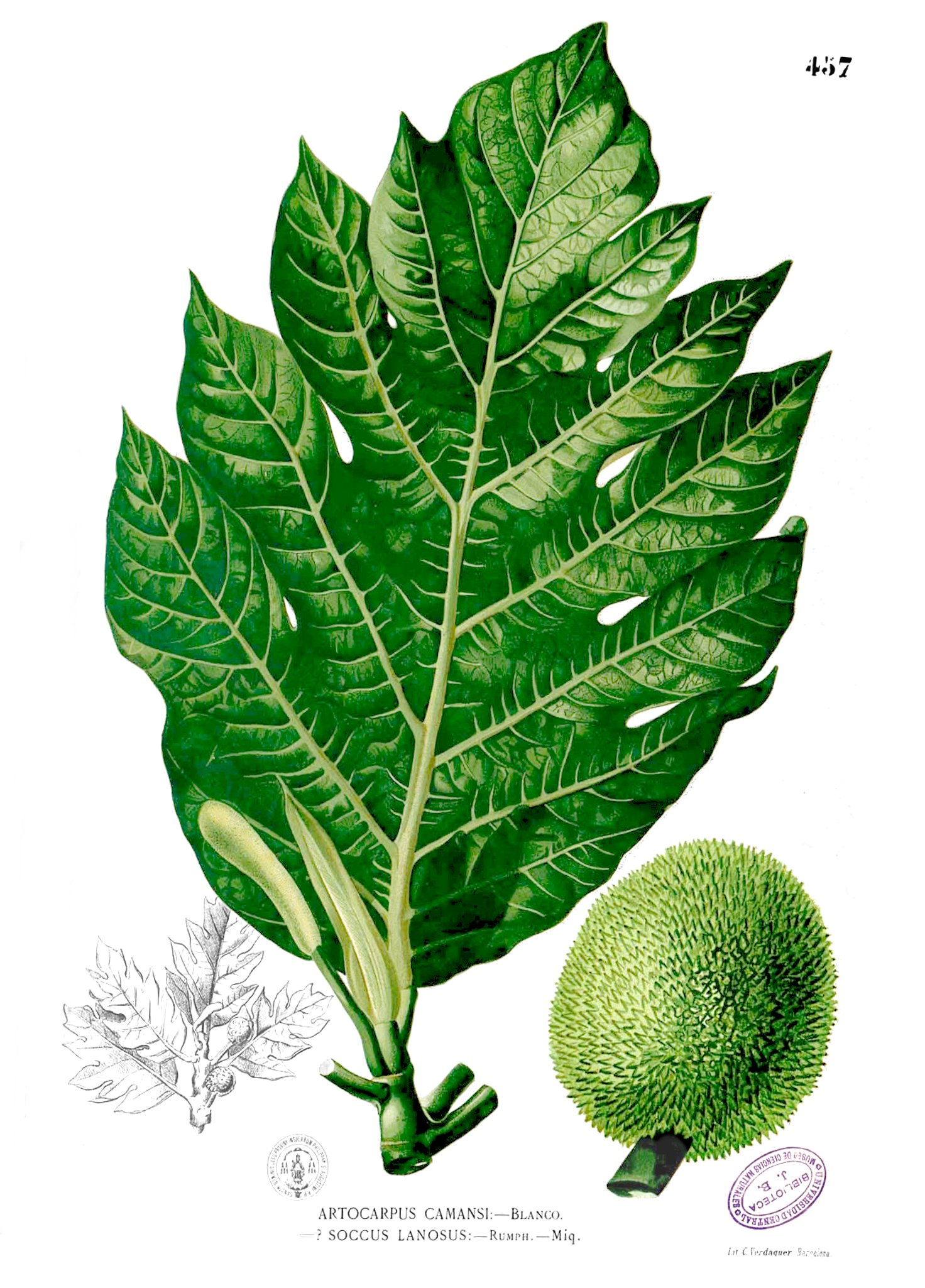